# Pueblo Clodomiro Díaz
Pueblo Clodomiro Díaz o Pueblo Díaz es una localidad y estación de ferrocarril argentina situada en el sudoeste de la Provincia del Chaco, en el departamento Mayor Luis Jorge Fontana. Depende administrativamente del municipio de Villa Ángela, de cuyo centro urbano dista unos 13 km. 

## Toponimia
Recuerda a Clodomiro Díaz, uno de los primeros pobladores locales, quien presidió una comisión para la instalación de un templo católico en el lugar. Luego de un tiempo el paraje comenzó a ser conocido espontáneamente como Pueblo Díaz o Clodomiro Díaz.

## Vías de comunicación
La principal vía de acceso es la Ruta Nacional 95, que la comunica al sudoeste con Coronel Du Graty y la Provincia de Santa Fe, y al nordeste con Villa Ángela y la Provincia de Formosa.

## Cultura
La iglesia San José de Pueblo Díaz fue inaugurado el 9 de julio de 1920 con una fiesta de 8 días, siendo la quinta capilla de toda la Provincia. El 22 de septiembre de 1993 fue declarada Monumento Histórico Municipal de Villa Ángela.

## Población
En 1991 su población era de 67 habitantes, no obstante en los censos nacioneles de 2001 y 2010 el INDEC no lo reconoció como aglomerado por lo que no hay datos de esos censos.